# Feest van de Heilige engelbewaarders
Het feest van de Heilige engelbewaarders op 2 oktober is gewijd aan de beschermengelen en wordt eigenlijk als een vervolg op het feest van de aartsengelen (29 september) gevierd. Met dit feest drukt de Rooms-Katholieke Kerk haar geloof uit dat alle mensen door Gods engelen worden begeleid, beschermd en bewaard. Dit wordt onder andere uit de Bijbel gefundeerd met de passages Matteüs 18:10 (Hoedt u er voor een van deze kleinen te minachten, want Ik zeg u: zij hebben engelen in de hemel en deze aanschouwen voortdurend het aangezicht van Mijn Vader die in de hemel is) en Handelingen der apostelen 12:15 (Maar zij bleef volhouden dat het werkelijk zo was. Toen zeiden ze: "Dan is het zijn engel").
De Catechismus van de Katholieke Kerk zegt in artikel 336: Vanaf de kinderjaren tot de dood is het menselijk leven omringd door hun bescherming en voorspraak. Iedere gelovige wordt terzijde gestaan door een engel om hem als een behoeder en herder naar het leven te leiden. Vanaf het aardse bestaan neemt het christelijk leven in het geloof deel aan de gelukzalige gemeenschap van engelen en mensen, verenigd in God.
Het feest van de engel als schutsengel van een stad of koninkrijk komt voor het eerst voor in Spanje in de 15e eeuw. Het feest van de persoonlijke engelbewaarder werd ingesteld te Rodez in het Franse departement Aveyron door François d'Estaing in 1518 en werd aanvankelijk op 1 maart gevierd.